# Kruckow
Kruckow er en by og kommune i det nordøstlige Tyskland, beliggende i Amt Jarmen-Tutow i den nordvestlige del af Landkreis Vorpommern-Greifswald. Landkreis Vorpommern-Greifswald ligger i delstaten Mecklenburg-Vorpommern.

## Geografi
Kruckow er beliggende 26 km sydvest for Demmin og 8 kilometer vest for Jarmen. Kommunen ligger i et terræn, der falder 10-20 meter ned mod floden Tollense uden markante højdepunkter. Tollense krydser i kommunens sydlige del, hvor ruinen af „Burg Osten“ ligger på sydsiden af floden. Mod sydvest og nord er der skovområder.
| Landsbyer - Kruckow - Marienfelde - Tutow-Dorf - Kartlow | - Heydenhof - Unnode - Schmarsow - Borgwall | Bebyggelser - Osten - Neu Kartlow |

Kommunerne Kruckow og Kartlow blev d. 31. maj 1999 sammenlagt til "Kruckow".
13. juni 2004 blev Schmarsow lagt ind i kommunen.

### Nabokommuner
Nabokommuner er Tutow mod nord, Bentzin mod nordøst, byen Jarmen mod øst, Alt Tellin mod syd, Utzedel mod sydvest, Siedenbrünzow mod vest og Kletzin mod nordvest.

## Eksterne kilder og henvisninger
1. ↑  Gemeinde Kruckow, Amt Jarmen-Tutow Arkiveret 27. april 2017 hos  Wayback Machine læst 2017-04-26
2. ↑  StBA: Änderungen bei den Gemeinden Deutschlands, siehe 2004

- Wikimedia Commons har flere filer relateret til Kruckow
- Byens side Arkiveret 27. april 2017 hos  Wayback Machine på amtets websted
- Befolkningsstatistik Arkiveret 27. april 2017 hos  Wayback Machine